# Castell de Bodrum
El castell de Bodrum o castell de Sant Pere (Petreum en llatí, que era l'arrel del nom de Bodrum - Petronium o Petreum - durant l'època medieval), és un monument de Bodrum (Turquia), l'antiga Halicarnàs), és un exemple de l'arquitectura de les croada a l'Orient Pròxim.

## Història
El 1402, 1402, Tamerlà va penetrar a Àsia Menor.. A Ankara infligeix una derrota desastrosa a les tropes otomanes del Sultà Baiazet I. Cavallers de l'Orde de l'Hospital (o cavallers de Rodes), van ser expulsats d'Esmirna per Tamerlà, que va aprofitar la desorganització després de la derrota turca per instal·lar-se en el lloc de l'antiga Halicarnàs, on va començar, segurament a partir de 1403, ampliació de la petita ciutadella .
La construcció de l'anomenat "Castell de San Pere" va durar al voltant d'un segle. Una part de les pedres utilitzades, de color verdós, prové de l'antic Mausoleu d'Halicarnàs, que un terratrèmol havia destruït completament al segle xiv.
El 1482, el príncep otomà Cem Sultan, fill delSultà otomà Mehmet II i germà del Sultà Baiazet III, va trobar refugi temporal al castell, després del fracàs de la rebel·lió contra el seu germà.
El Castell de San Pere fou lliurat als otomans en virtut de l'acord signat entre el gran mestre, Philippe Villiers de L'Isle-Adam, i Solimà I el Magnífic després de la rendició de Rodes, el 25 de desembre de 1522. El castell va acollir des d'aquest moment una guarnició simple, que va fer servir el castell com a presó.

## Museu d'Arqueologia Submarina
Avui dia, el castell està obert a les visites, ja que s'ha transformat en un museu que mostra diversos objectes procedents de les restes de naus esfondrades a la rodalia, així com materials que es remunten a l'edat del bronze. També alberga l' Institut d'Arqueologia Marítima.
El 1962 el Govern turc va decidir convertir el castell a un museu per a les descobertes submarines de naufragis antics en la mar Egea, convertint-lo el Museu d'Arqueologia Submarina de Bodru, amb una col·lecció d'àmfores, vidre antic, bronze, argila, i elements de ferro. Tenint en compte que algunes peces originàries de la zona (uns relleus de marbre), es conserven al Museu Britànic.

## Galeria

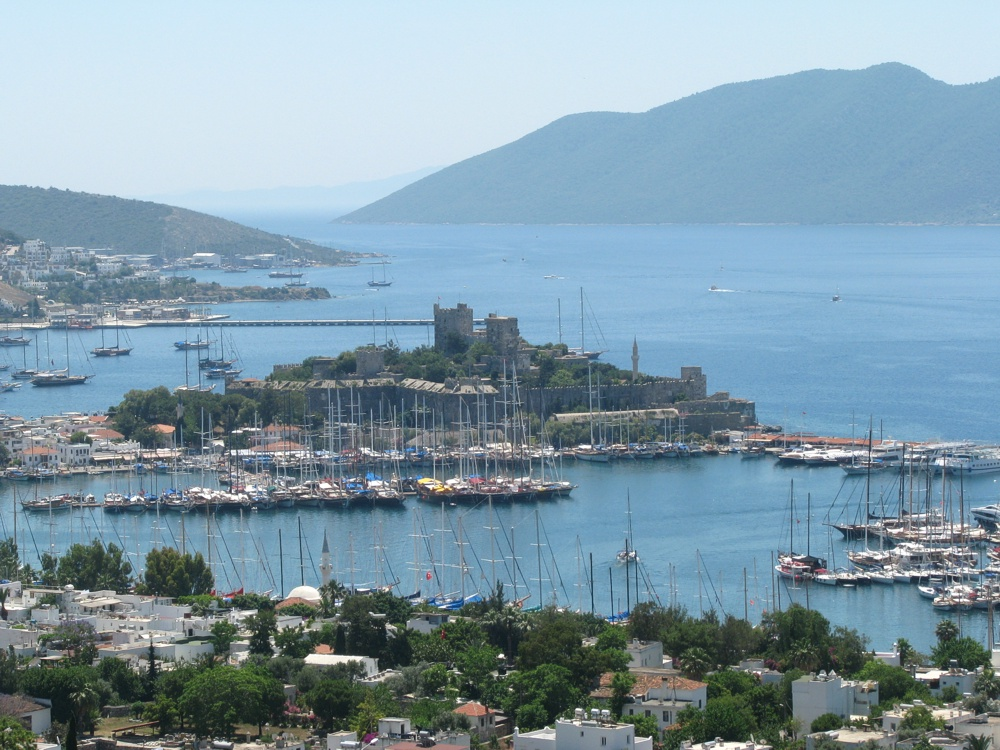
Vista del castell davant el port de Bodrum.
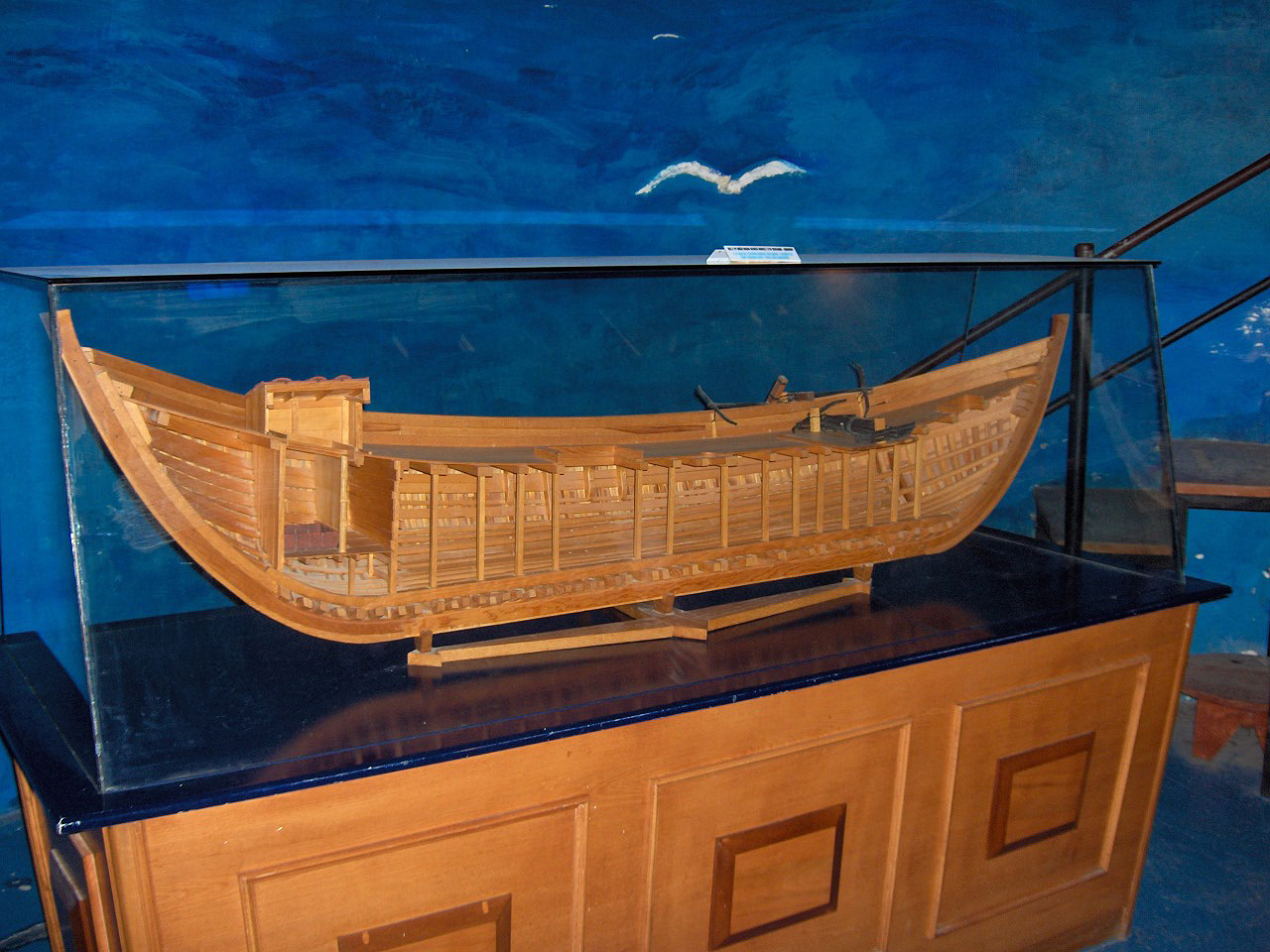
Model del vaixell Yassiada (romà d'Orient, segle vii)
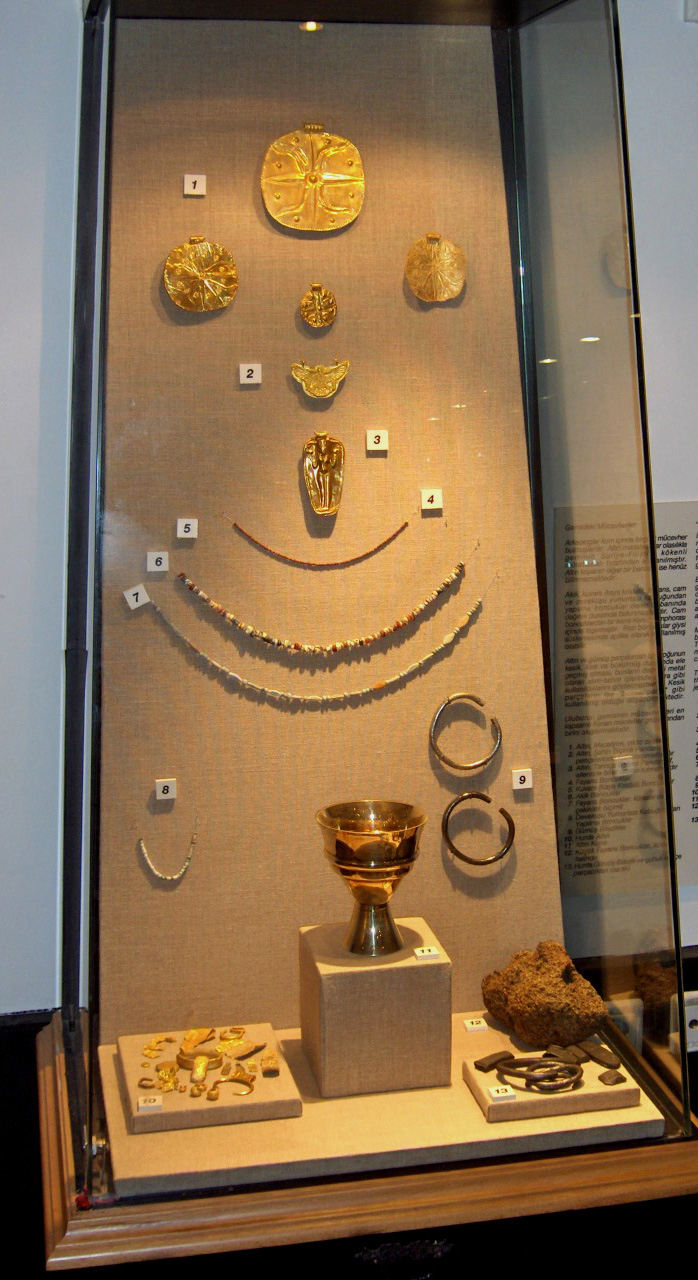
Joies egípcies(Naufragi Uluburun)
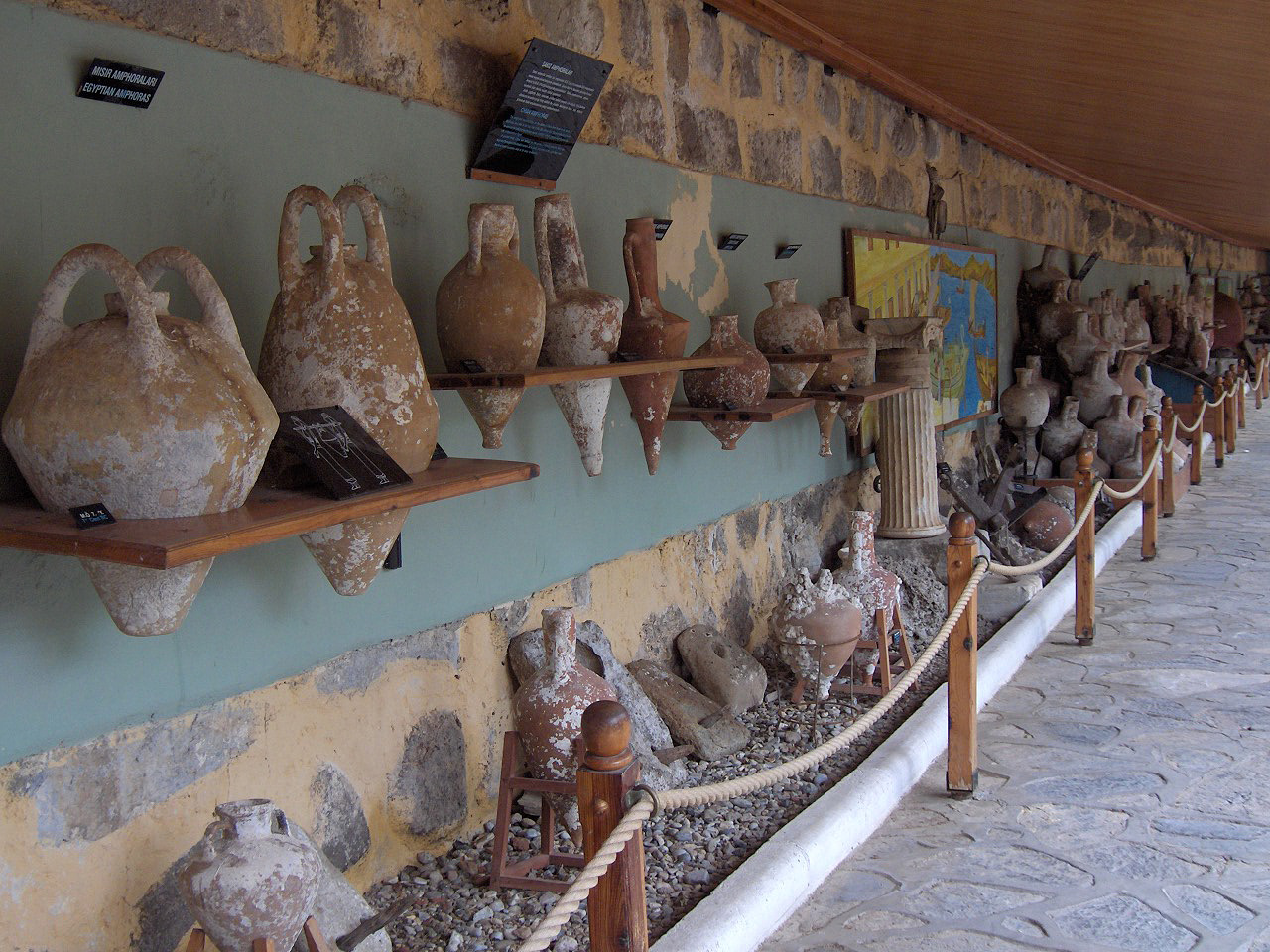
Col·lecció d' àmfores de diferents parts del Mediterrani
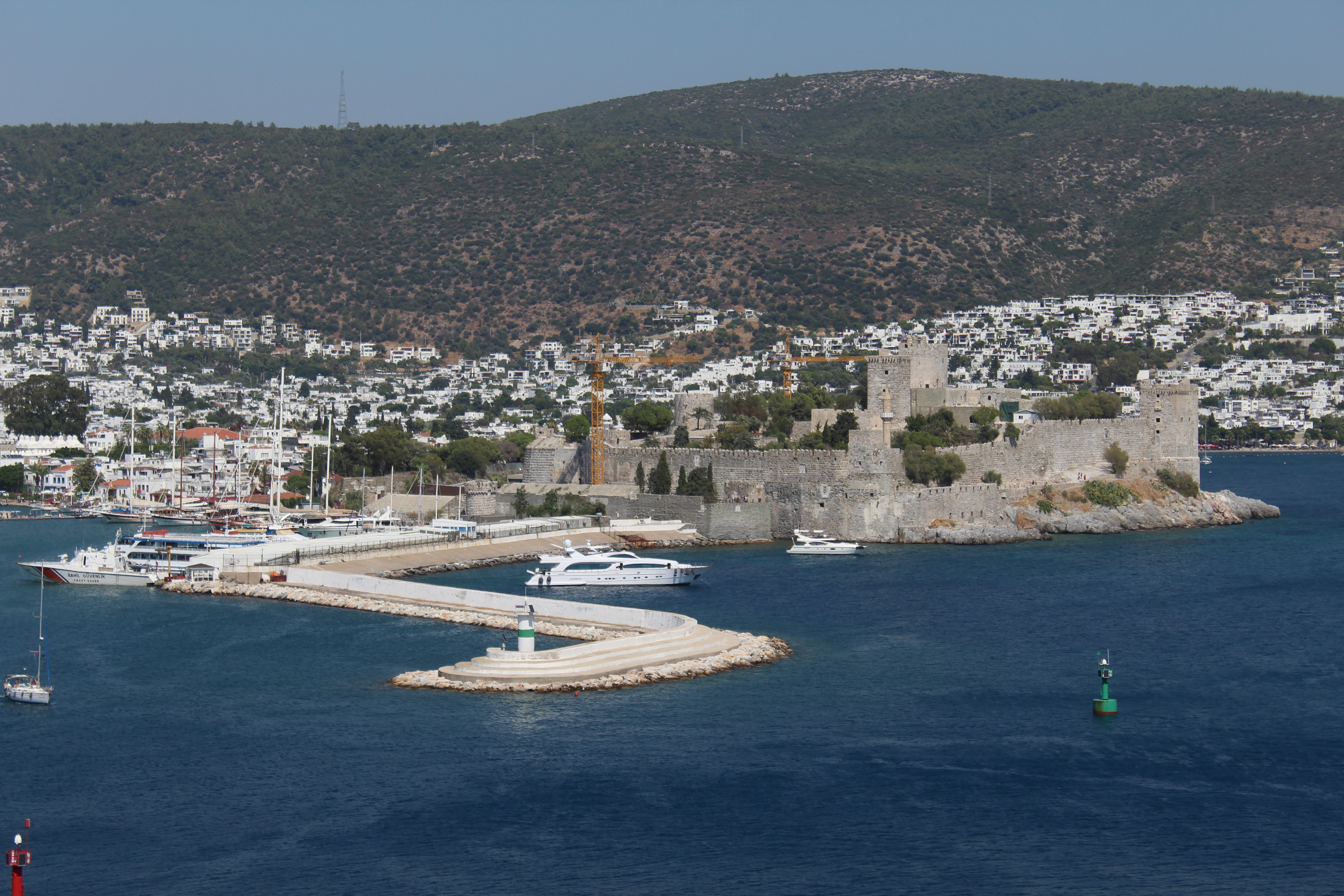
Castell de Bodrum, 2020